# Émilie Lerou
Émilie Lerou (Rouen, 18 maggio 1855 – Parigi, 11 giugno 1935) è stata una scrittrice e attrice teatrale francese.

## Biografia
Figlia di Martin Lerou e Hermine Bizot, si affermò in un primo momento come interprete teatrale: infatti, dopo gli studi con Louis-Arsène Delaunay, negli anni 1880 intraprese una carriera di successo come attrice tragica sulle scene parigine e, in particolare, alla Comédie-Française e all'Odéon-Théâtre.
Nel 1903 pubblicò (sotto lo pseudonimo di "Pierre Nahor") il romanzo Hiésous; l'opera, con un'introduzione di Marcel Schwob, è una rivisitazione della vita di Gesù basata sul Vangelo secondo Giovanni e influenzata, come sottolineato da Albert Schweitzer, dalle idee religiose e filosofiche dell'autrice. Nonostante le controversie causate dal romanzo, Jules Claretie candidò la scrittrice al Premio Nobel per la letteratura nel 1904; insieme a Selma Lagerlöf, Émilie Lerou è stata la seconda donna ad essere candidata a questo riconoscimento, dopo che Malwida von Meysenbug aveva ottenuto una candidatura nel 1901.
Nel 1908 pubblicò la sua autobiografia, Sous le masque: Une vie au théâtre, che avrebbe continuato a rimaneggiare fino alla morte nel 1935.